# Aljoša Matko
Aljoša Matko, slovenski nogometaš, * 9. marec 2000, Novo mesto.
Matko je profesionalni nogometaš, ki igra na položaju napadalca. Od leta 2025 je član madžarskega kluba Újpestin tudi slovenske reprezentance. Ped tem je igral za slovenske klube Maribor, Bravo, Olimpijo in Celje ter švedski Hammarby IF. Skupno je v prvi slovenski ligi odigral 167 tekem in dosegel 62 golov. Z Mariborom je osvojil naslov slovenskega državnega prvaka v sezoni 2018/19, s Celjem pa v sezoni 2023/24 in slovenski pokal v sezoni 2024/25. Bil je tudi član slovenske reprezentance do 16, 17, 18, 19 in 21 let.